# 핀란드 사용자중앙동맹

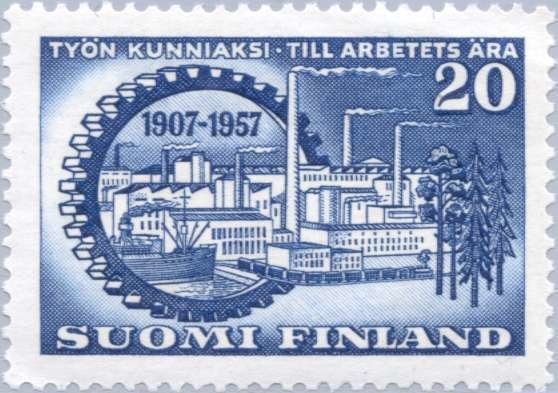
1957년 핀란드 우정청에서 발행한 STK 50주년 기념우표.

핀란드 사용자중앙동맹(핀란드어: Suomen Työnantajain Keskusliitto 수오멘 튀외난타야인 케스쿠슬리잇토[*]), 약자 STK 앳새테코[*]는 핀란드의 사용자 단체였다.
1907년 설립된 핀란드 사용자총동맹(Suomen Yleinen Työnantajaliitto, SYT)이 1918년에 사용자중앙동맹으로 이름을 바꾸어서 STK가 만들어졌다. STK는 핀란드의 사영기업과 국유기업의 사용자들의 중앙조직으로서 사용자 측 이해를 대변했다. 마치 노동조합총연맹 산하에 산별노조가 있듯이, STK는 가맹한 기업들을 산업부문별로 나누어 하위 동맹들을 두고 그 상위의 중앙동맹으로서 기능했다. 종업원이 가장 많은 부문은 임산업사용자동맹과 금속사용자동맹이었고, 사용자가 가장 많은 부문은 건설사용자동맹과 전기사용자동맹이었다.
STK 가맹 기업의 수는 1960년대까지 2,000개사에 이르렀다. 원래는 종업원 10인 이상의 회사만 받아 주었으나 1950년대부터 점차 제한을 풀어주었다. 가장 발언력이 강한 것은 수출 효자산업이며 종업원 수도 가장 많은 임산업계였다.
1992년, STK는 산업중앙동맹(TK)와 합병해서 산업사용자중앙동맹(TT)이 되었다. 2005년 TT와 용역사용자회(PT)가 합병하여 오늘날의 사업체중앙동맹(EK)이 되었다.